# ويليام إيمرسون (رجل دين)
ويليام إيمرسون (بالإنجليزية: William Emerson) هو رجل دين ‏ أمريكي، ولد في 6 مايو 1769 في كونكورد في الولايات المتحدة، وتوفي في 12 مايو 1811 في بوسطن في الولايات المتحدة.